# Wii Fit
Wii Fit är ett TV-spel utvecklat av det japanska företaget Nintendo till spelkonsolen Wii. Wii Fit släpptes i Sverige i april 2008. I Japan lanserades det i december 2007.
Spelet är avsett att användas tillsammans med den medföljande Wii Balance Board vars olika funktioner och möjligheter används fullt ut på en mängd olika sätt i Wii Fit. I spelet använder spelaren sig av sin Mii-figur. När man spelar första gången får man ange födelseår och längd, och sedan vägs man med hjälp av Wii Balance Boards vågfunktion. Spelet räknar på så sätt ut spelarens BMI.

## Spelets gång
Spelet utgörs av ett antal olika moment. Initialt är de flesta av dessa moment låsta och går ej att spela. För varje genomfört moment räknas den totala speltiden ut och efterhand som denna ökas kommer de låsta momenten att bli tillgängliga och spelbara.
Alla moment poängbedöms och resulterar i en rank på en skala från ett (lägst) till fem (högst).
De olika träningsmomenten i Wii Fit delas upp i fyra olika kategorier:
- Yoga

I yoga kan man tillsammans med en tränare göra olika yoga-övningar. Poäng bedöms efter hur stadigt momentet utfördes.
- Styrketräning

Styrketräningen består av ett antal moment som tränar olika muskelgrupper. I denna kategori finns även tre utmaningsmoment där tränaren tävlar mot spelaren om vem som orkar flest repetitioner av till exempel armhävningar.
- Uppvärmning

Övningar som ökar pulsen och som bränner kalorier. Här kan man träna aerobics, boxas eller ge sig ut på en joggingtur.
- Balansspel

Balansspel är en samling småspel ämnade för att träna balansen. Man kan bland annat gå på lina, åka skidor eller snowboard.

## Externa länkar

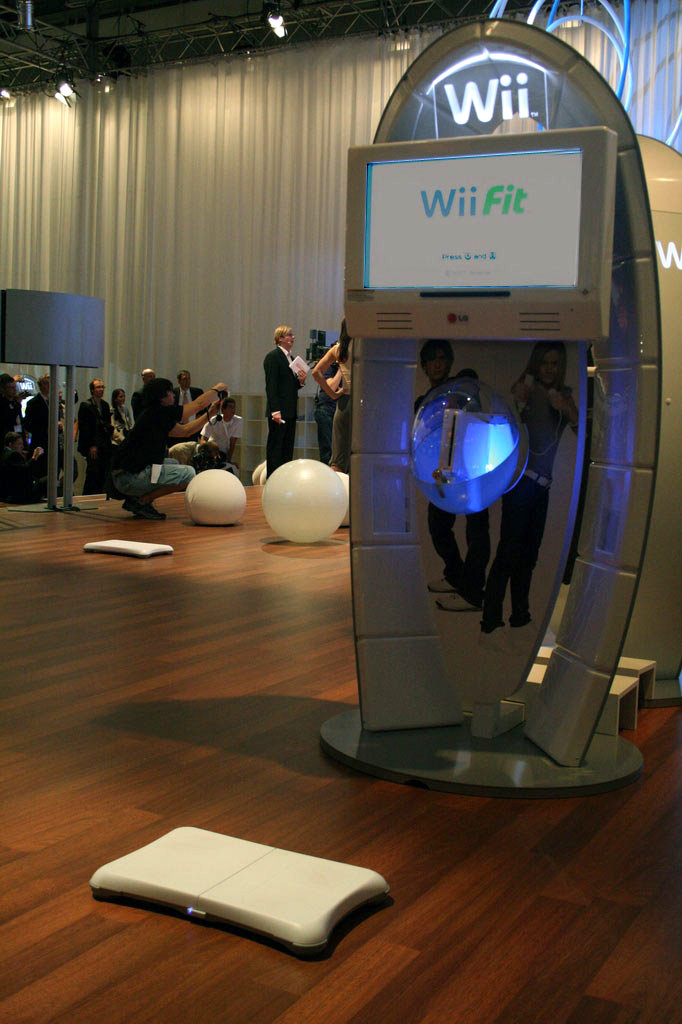
En Wii Fit-demo på Leipzig Games Convention i augusti 2007.

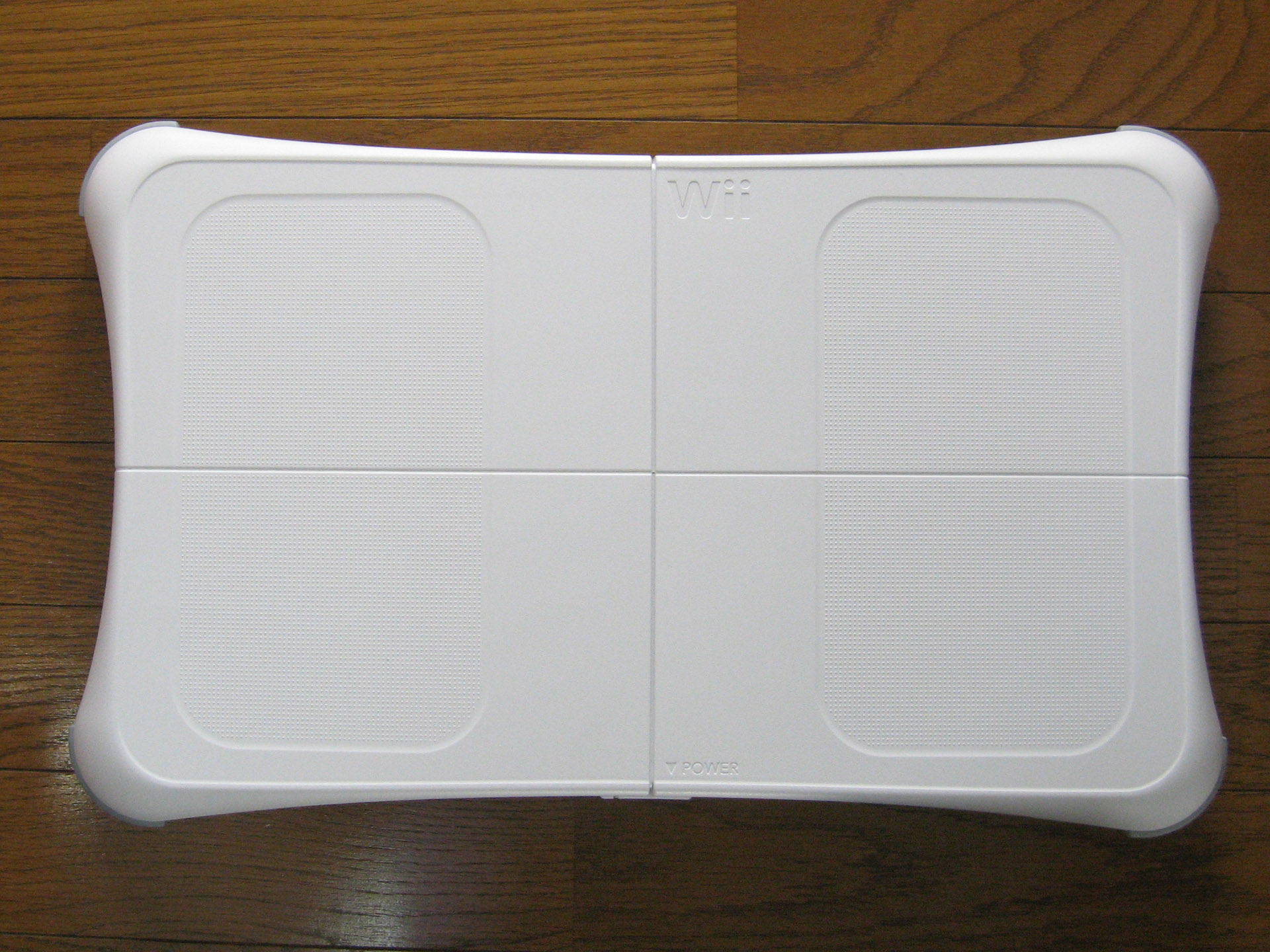
Wii Balance Board